# Rogadius mcgroutheri
Rogadius mcgroutheri is een straalvinnige vissensoort uit de familie van platkopvissen (Platycephalidae). De wetenschappelijke naam van de soort is voor het eerst geldig gepubliceerd in 2007 door Imamura.